# Aeronautica militare del Madagascar
L’Armée de l'air Malgache, è l'aeronautica militare dell'Madagascar e parte integrante delle forze armate del Madagascar.

## Aeromobili in uso
Sezione aggiornata annualmente in base al World Air Force di Flightglobal del corrente anno. Tale dossier non contempla UAV, aerei da trasporto VIP ed eventuali incidenti accorsi durante l'anno della sua pubblicazione. Modifiche giornaliere o mensili che potrebbero portare a discordanze nel tipo di modelli in servizio e nel loro numero rispetto a WAF, vengono apportate in base a siti specializzati, periodici mensili e bimestrali. Tali modifiche vengono apportate onde rendere quanto più aggiornata la tabella.
| Aeromobile                      | Origine        | Tipo                       | Versione (denominazione locale) | In servizio (2024) | Note                                                   | Immagine |
| Aerei da trasporto              |                |                            |                                 |                    |                                                        |          |
| CASA CN-235                     | Spagna         | aereo da trasporto tattico | CN-235M-10                      | 1?                 | 1 CN-235M-10 consegnato a giugno 2019.                 |          |
| CASA C-212                      | Spagna         | aereo da trasporto tattico | C-212                           | 1                  | 2 C-212 consegnati.                                    |          |
| Cessna 206                      | Stati Uniti    | aereo da trasporto leggero | C206                            | 5                  | 5 consegnati a giugno 2019.                            |          |
| Piper PA-23 Aztec-D             | Stati Uniti    | aereo da trasporto leggero | PA-23-250                       | ?                  | 1 PA-23-250 consegnato.                                |          |
| Aerei da addestramento          |                |                            |                                 |                    |                                                        |          |
| Aero Synergie J300 Joker        | Francia        | aereo da addestramento     | J300                            | 2                  | 5 J300 consegnati.                                     |          |
| Cessna 172 Skyhawk              | Stati Uniti    | aereo da addestramento     | C172M                           | 2                  | 4 C172M consegnati.                                    |          |
| Humbert Tétras                  | Francia        | aereo da addestramento     | Tétras                          | 1                  | 3 Tétras consegnati, utilizzati anche per voli civili. |          |
| Elicotteri                      |                |                            |                                 |                    |                                                        |          |
| Aérospatiale AS 350 Écureuil    | Francia        | elicottero utility         | AS 350B2                        | 2                  | 5 AS 350B2 consegnati a giugno 2019.                   |          |
| Aérospatiale SA 318 Alouette II | Francia        | elicottero utility         | SA 318CSE 313B                  | 2                  | 1 SA 318C e 3 SE 313B consegnati.                      |          |
| Eurocopter BK-117               | Francia        | elicottero utility         | BK-117                          | ?                  | 1 BK-117 consegnato.                                   |          |
| Airbus H130                     | Unione europea | elicottero utility         | H130                            | 1                  |                                                        |          |

## Aeromobili ritirati
- Mikoyan-Gurevich MiG-21 Fishbed
- Mikoyan-Gurevich MiG-21U Mongol
- Mikoyan-Gurevich MiG-17 Fresco